# Општина Деалу (Харгита)
Деалу (рум. Dealu) општина је у Румунији у округу Харгита.
Oпштина се налази на надморској висини од 637 m.